# Mesure produit
En mathématiques et plus précisément en théorie de la mesure, étant donnés deux espaces mesurés {\displaystyle (\Omega _{1},{\mathcal {S}}_{1},\mu _{1})} et {\displaystyle (\Omega _{2},{\mathcal {S}}_{2},\mu _{2}),} on définit une mesure produit μ1×μ2 sur l'espace mesurable {\displaystyle (\Omega _{1}\times \Omega _{2},{\mathcal {S}}_{1}\times {\mathcal {S}}_{2})}.
La tribu produit {\displaystyle {\mathcal {S}}_{1}\times {\mathcal {S}}_{2}} est la tribu sur le produit cartésien {\displaystyle \Omega _{1}\times \Omega _{2}} engendrée par les parties de la forme {\displaystyle A_{1}\times A_{2}}, où {\displaystyle A_{1}} appartient à {\displaystyle {\mathcal {S}}_{1}} et {\displaystyle A_{2}} à {\displaystyle {\mathcal {S}}_{2}} :
Une mesure produit μ1×μ2 est une mesure sur {\displaystyle (\Omega _{1}\times \Omega _{2},{\mathcal {S}}_{1}\times {\mathcal {S}}_{2})} telle que :
D'après le théorème d'extension de Carathéodory, une telle mesure μ1×μ2 existe, et si μ1 et μ2 sont σ-finies alors elle est unique.
En fait, lorsque μ1 et μ2 sont σ-finies, pour chaque ensemble mesurable E,
avec Ex = {y∈Ω2|(x,y)∊E} et Ey = {x∈Ω1|(x,y)∊E}, qui sont tous deux des ensembles mesurables.
La mesure de Borel-Lebesgue sur l'espace euclidien ℝn peut être obtenue comme le produit de n copies de celle sur la droite réelle ℝ.
Même lorsque μ1 et μ2 sont complètes, μ1×μ2 ne l'est pas nécessairement. Par exemple, pour obtenir la mesure de Lebesgue sur ℝ2, il faut compléter le produit des deux copies de la mesure de Lebesgue sur ℝ.